# Préguillac
Préguillac és un municipi francès situat al departament del Charente Marítim i a la regió de la Nova Aquitània. L'any 2007 tenia 407 habitants.

## Demografia

### Població
El 2007 la població de Préguillac era de 407 persones. Hi havia 160 famílies de les quals 28 eren unipersonals (16 homes vivint sols i 12 dones vivint soles), 58 parelles sense fills, 62 parelles amb fills i 12 famílies monoparentals amb fills.
La població ha evolucionat segons el següent gràfic:
Habitants censats

### Habitatges
El 2007 hi havia 170 habitatges, 157 eren l'habitatge principal de la família, 11 eren segones residències i 2 estaven desocupats. Tots els 170 habitatges eren cases. Dels 157 habitatges principals, 120 estaven ocupats pels seus propietaris, 35 estaven llogats i ocupats pels llogaters i 2 estaven cedits a títol gratuït; 1 tenia dues cambres, 12 en tenien tres, 39 en tenien quatre i 105 en tenien cinc o més. 140 habitatges disposaven pel capbaix d'una plaça de pàrquing. A 52 habitatges hi havia un automòbil i a 99 n'hi havia dos o més.

### Piràmide de població
La piràmide de població per edats i sexe el 2009 era:
| Homes | Edats   | Dones |
| ----- | ------- | ----- |
| 0     | 95 o +  | 0     |
| 0     | 90 a 94 | 0     |
| 0     | 85 a 89 | 0     |
| 0     | 80 a 84 | 0     |
| 24    | 75 a 79 | 4     |
| 4     | 70 a 74 | 20    |
| 8     | 65 a 69 | 0     |
| 8     | 60 a 64 | 16    |
| 4     | 55 a 59 | 4     |
| 32    | 50 a 54 | 16    |
| 8     | 45 a 49 | 12    |
| 16    | 40 a 44 | 12    |
| 8     | 35 a 39 | 8     |
| 16    | 30 a 34 | 8     |
| 4     | 25 a 29 | 8     |
| 4     | 20 a 24 | 8     |
| 16    | 15 a 19 | 8     |
| 8     | 10 a 14 | 20    |
| 4     | 5 a 9   | 4     |
| 8     | 0 a 4   | 8     |

## Economia
El 2007 la població en edat de treballar era de 254 persones, 193 eren actives i 61 eren inactives. De les 193 persones actives 187 estaven ocupades (93 homes i 94 dones) i 6 estaven aturades (3 homes i 3 dones). De les 61 persones inactives 26 estaven jubilades, 19 estaven estudiant i 16 estaven classificades com a «altres inactius».

### Ingressos
El 2009 a Préguillac hi havia 156 unitats fiscals que integraven 428 persones, la mediana anual d'ingressos fiscals per persona era de 19.089,5 €.

### Activitats econòmiques
Dels 10 establiments que hi havia el 2007, 1 era d'una empresa de fabricació d'altres productes industrials, 5 d'empreses de construcció, 2 d'empreses de comerç i reparació d'automòbils, 1 d'una empresa financera i 1 d'una empresa de serveis.
Dels 5 establiments de servei als particulars que hi havia el 2009, 2 eren paletes, 1 guixaire pintor, 1 fusteria i 1 empresa de construcció.
Dels 2 establiments comercials que hi havia el 2009, 1 era una botiga de menys de 120 m² i 1 un drogueria.
L'any 2000 a Préguillac hi havia 12 explotacions agrícoles que ocupaven un total de 470 hectàrees.

## Equipaments sanitaris i escolars
El 2009 hi havia una escola elemental integrada dins d'un grup escolar amb les comunes properes formant una escola dispersa.

## Poblacions més properes
El següent diagrama mostra les poblacions més properes.